# Primera circunnavegación aérea

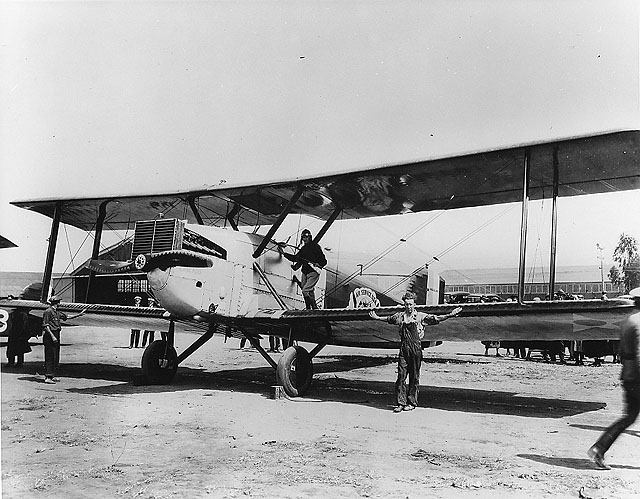
El Chicago, uno de los aviones que realizó la Primera Circunnavegación Aérea de la Tierra.

La primera circunnavegación aérea de la tierra se realizó en 1924 por un grupo de aviadores de las Fuerzas Aéreas del Ejército de los Estados Unidos, precursoras de la Fuerza Aérea de los Estados Unidos. La travesía se llevó a cabo durante 175 días, recorriendo durante ese tiempo más de 42.000 kilómetros.
Aunque no era una carrera organizada, durante los años 20, varios países pretendían ser los primeros en realizar esta hazaña, por lo que las Fuerzas Aéreas del Ejército de los Estados Unidos pidieron a las compañías fabricantes de aeronaves que desarrollaran un avión capaz de realizar la circunnavegación del planeta. Douglas Aircraft Company respondió con el Douglas World Cruiser, una modificación del torpedero Douglas DT, al que se le había sustituido su capacidad de portar armamento por depósitos de combustible adicionales, pasando su aforo de 435 a 2.438 litros. También tenía la capacidad de ser equipado con un tren de aterrizaje tradicional para operar en tierra firme, o con flotadores, pasando a convertirse en hidroavión.

## El viaje
Cuatro aviones llamados Boston, Chicago, New Orleans y Seattle, partieron el 17 de marzo de 1924 desde Santa Mónica (California) hacia Seattle (Washington), lugar de partida oficial de la circunnavegación. El 6 de abril la expedición parte hacia Alaska, aunque el Seattle lo hace días después debido a que necesitaba una reparación. Una vez terminada esta, el avión partió con la intención de alcanzar a los otros aviones, pero el 30 de abril se estrella en las montañas de Alaska debido a la densa niebla, aunque la tripulación sobrevive y es rescatada días después.

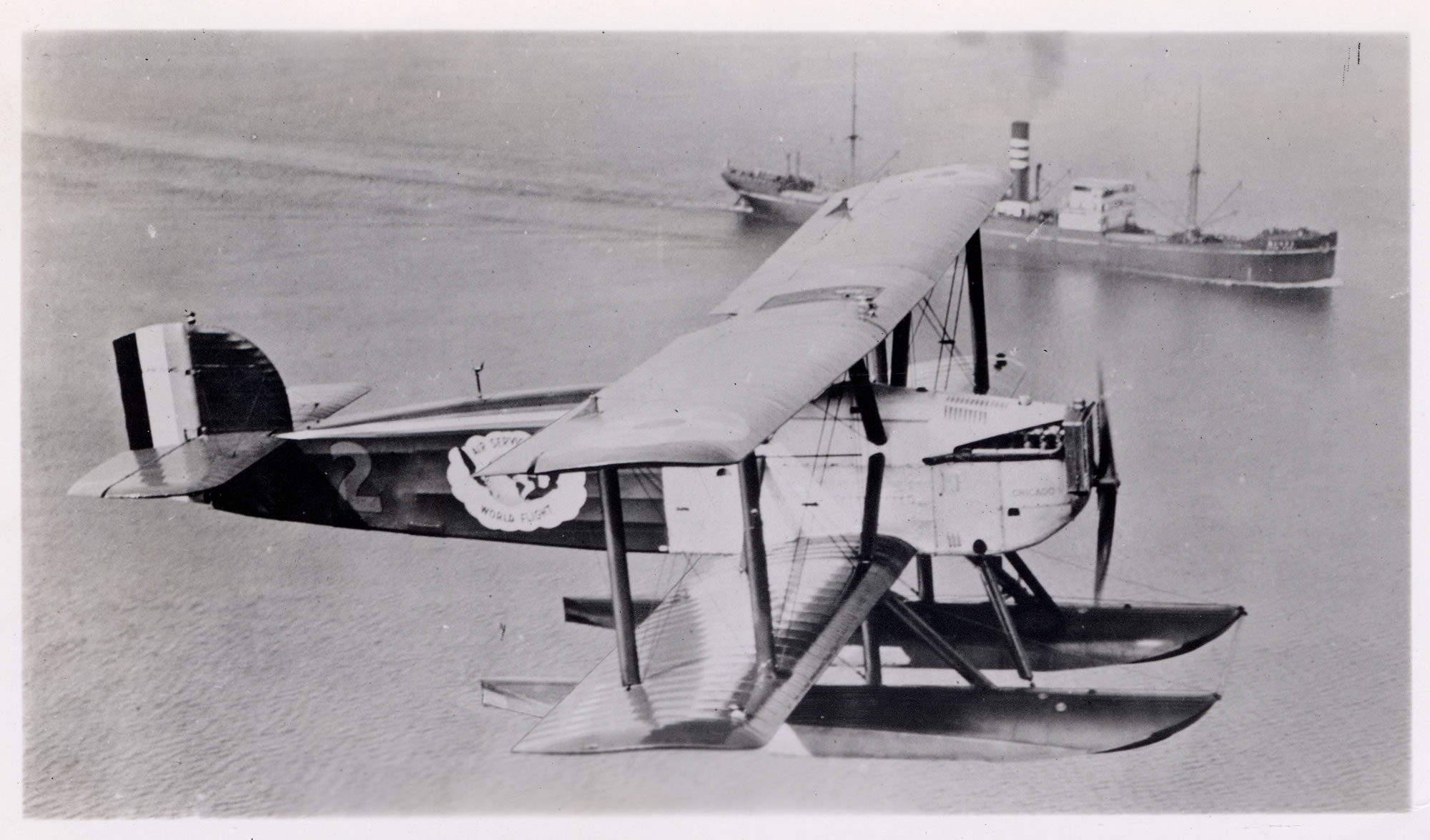
El Chicago equipado con flotadores.

Los tres aviones restantes continúan con su viaje a través de Asia, Oriente Medio y Europa, siempre evitando a la Unión Soviética, que no había dado permiso para que los aviones atravesaran su territorio. El 14 de julio llegan a París (Francia), y de ahí van a Londres (Reino Unido) y al norte de Inglaterra, donde se preparan para cruzar el océano Atlántico, equipando los aviones con los flotadores a modo de hidroaviones.
El 3 de agosto inician el vuelo a través del Atlántico, y en plena travesía el Boston se vio obligado a amerizar, sufriendo daños importantes cuando el crucero ligero de la Armada de los Estados Unidos USS Richmond rescataba a la tripulación. Los dos aviones restantes continúan su viaje a través de Islandia y Groenlandia, llegando a Canadá, donde otro avión Douglas World Cruiser, renombrado Boston II les esperaba para unirse a ellos.
De ahí los tres aviones fueron a Washington D. C., donde fueron recibidos efusivamente por la multitud, y prosiguieron su viaje hacia la costa oeste, parando brevemente en Santa Mónica y aterrizando en Seattle el 28 de septiembre de 1924, 175 días después de haber partido desde ese mismo lugar, con paradas en 61 ciudades y habiendo recorrido una distancia superior a los 42.000 kilómetros durante 371 horas y 11 minutos.

## Aviones y tripulación
Las personas que formaban la tripulación de los cuatro aviones fueron las siguientes:
| Avión       | Tripulación                                           |
| ----------- | ----------------------------------------------------- |
| Seattle     | Mayor Frederick Martin (piloto y comandante de vuelo) |
| Seattle     | Sargento Alva Harvey (mecánico de vuelo)              |
| Chicago     | Teniente Lowell Smith (piloto)                        |
| Chicago     | Teniente Primero Leslie Arnold                        |
| Boston      | Teniente Primero Leigh P. Wade (piloto)               |
| Boston      | Sargento Henry H. Ogden                               |
| New Orleans | Teniente Erik Nelson (piloto)                         |
| New Orleans | Teniente Jack Harding                                 |

## Curiosidades
- La Douglas Aircraft Company adoptó el lema «First Around the World» (en español: La primera alrededor del mundo).[4]
- El Chicago fue restaurado entre 1971 y 1974 y se encuentra expuesto en el Museo Nacional del Aire y el Espacio de la Institución Smithsonian en Washington D. C.[5]
- El New Orleans es propiedad del Condado de Los Ángeles y se encuentra en exposición en el Museum of Flying de Santa Mónica (California).[6]
- Los restos del Seattle se encuentran en exposición en el Aviation Heritage Museum de Alaska.[7]
- El Boston se hundió en el Atlántico norte, y del Boston II únicamente se conserva en una colección privada la placa de datos del avión.
- Años después, entre 1929 y 1930, el Barón F. K. von Koenig Warthausen, de origen alemán, realizó la misma gesta pero en solitario.[8]